# 罗昊
罗昊（1979年8月28日—），是一名已退役的中国足球运动员。曾效力成都五牛、武汉黄鹤楼、武汉雅琪、南京有有以及湖北康天等队。

## 职业生涯
罗昊出自武汉青年队。1996年武汉青年队被整体收购并在此基础上成立成都五牛俱乐部，罗昊也随队征战中乙联赛并在第二年升入甲B联赛。2001年转会回家乡球队武汉红金龙。2004赛季帮助球队冲超成功并征战2005中超联赛。2006年转至新成立的武汉雅琪参加中乙联赛。2007年罗昊没有参加职业联赛而是转战武汉城市联赛。2008年加盟中甲球队南京有有一直效力至2010赛季球队降入乙级。2011赛季由于南京有有解散，罗昊加盟湖北康天征战中乙联赛并担任球队领队。